# Filips Wielant

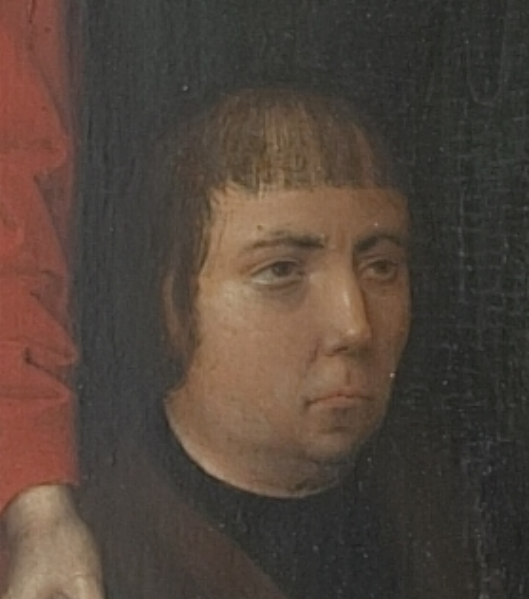
Filips Wielant afgebeeld als schenker op een triptiek van Adriaen Isenbrant (ca. 1510)

Filips Wielant (Gent, 1441 of 1442 - Mechelen, 2 maart 1520), rechtsgeleerde in de Zuidelijke Nederlanden, was burgemeester van het Brugse Vrije, raadsheer in het Parlement van Mechelen, de Raad van Vlaanderen en de Grote Raad van Mechelen. Hij geniet vooral faam als auteur van rechtstraktaten en historische aantekeningen over het graafschap Vlaanderen.

## Familiegegevens
Filips Wielant was de zoon van de uit Kortrijk afkomstige Jan Wielant (†1473), heer van Bavikhove, Landerghem en Harsoit. Zijn moeder was Catharina de la Kethulle. Jan Wielant was eerst secretaris van de hertog van Bourgondië, werd vervolgens griffier bij de Raad van Vlaanderen en werd in 1463 raadsheer in die instelling.
Filips behaalde zijn diploma van licentiaat in de rechten in Leuven in 1464. In 1473 trouwde hij met Johanna van Halewyn (†1511), dochter van Jan van Halewyn, heer van Zwevezele, voorzitter van de Raad van Holland. Uit dit huwelijk kwamen vijf meisjes en twee jongens voort.
De schoonvader kwam net op tijd om de pas overleden vader te vervangen als 'kruiwagen' binnen de hertogelijke middens.

## Loopbaan
De dertigjarige schoonzoon werd door Karel de Stoute benoemd als raadsheer in het pas opgerichte Parlement in Mechelen. Hij was er na korte tijd een gerespecteerd en invloedrijk lid van.
Nadat Karel de Stoute gesneuveld was, werd het Parlement afgeschaft en verloor Wielant zijn betrekking. Maria van Bourgondië benoemde hem tot raadsheer en rapporteur in haar Grote Raad. Hij zocht ook naar andere activiteiten. Door zijn huwelijk was hij vrijlaat geworden en kon een functie ambiëren in het Brugse Vrije, waar hij in 1478 tot burgemeester van de schepenen werd benoemd. Dit leverde hem problemen op, want hij nam het op voor het Brugse Vrije tegen de drie leden van de Staten van Vlaanderen, Brugge, Gent en Ieper die de komst van het Vrije als vierde lid probeerden te verhinderen. In 1480 werd hij ook algemeen ontvanger voor het Brugse Vrije. Die bediening combineerde hij met die van raadsheer en vertrouwensman van Maximiliaan van Oostenrijk.
Na de dood van Maria van Bourgondië in 1482 maakte Wielant zich gaandeweg los van Maximiliaan en koos de zijde van de edelen en de staten die alleen Filips de Schone als monarch erkenden. Hij werd opnieuw burgemeester van het Brugse Vrije en kort daarop ook lid van de Raad van Vlaanderen. Vooral werd hij in 1483 lid van de Regentschapsraad die voor de opvoeding van Filips de Schone en voor het bestuur van de Nederlanden moest instaan. Maximiliaan was het hiermee niet eens, na korte tijd ontbond hij de Regentschapsraad en Filips Wielant werd, met anderen, gevangengenomen. In mei 1484 kwam hij vrij en zette zich verder in voor de belangen van het Brugse Vrije. Van februari tot september 1486 werd hij een tweede maal gevangengezet. Toen hij in mei 1488 door een nieuw opgerichte Regentschapraad tot Voorzitter van de Raad van Vlaanderen werd benoemd, nam Maximiliaan dit als een persoonlijke belediging op en zette hem af. Vanaf 1491 trad Wielant bemiddelend op tussen de Vlaamse rebellerende steden en edellieden enerzijds en Maximiliaan anderzijds. Vanaf 1492 was hij weer in de gunst van de aartshertog.
Van toen af nam Wielant het rustiger en hield zich bij het uitoefenen van eervolle maar politiek niet-geladen ambten. In 1497 was hij rapporteur bij de Grote Raad en in 1504 werd hij nog supplementair lid van de Grote Raad van Mechelen. Hij zou deze functies uitoefenen tot aan zijn dood. Onder de vele opdrachten die hij te vervullen kreeg, was er de deelname aan de conferentie van 1515 in Brugge, waar ook Thomas More op aanwezig was en waar de handelsrelaties tussen Engeland en Vlaanderen werden geregeld.

## Werken
Hoe belangrijk ook de politieke en ambtelijke rol van Wielant in zijn tijd is geweest, thans wordt hij vooral erkend omwille van zijn juridische studies. Het gaat vooral om zes belangrijke traktaten.

### Tractaet van de leenrechten na de Hoven van Vlaenderen
Wielant beschreef in dit werk de voornaamste principes van het leenrecht alsook de juridische consequenties die er uit voortsproten. Het werk kende een nadrukkelijk succes en werd in de volgende eeuwen bij herhaling herdrukt en van bijkomende commentaren voorzien.

### Instructie gegeven der stede van Hairlem
Deze codificering van het recht in Haarlem, bestaande uit 624 artikelen, werd nooit geratificeerd en schijnt eerder weinig invloed te hebben gehad. Het werd pas in 1873 voor het eerst gedrukt.

### Corte instructie omme jonghe practisienen die in Vlaemsche tale de hoven ende justicien in Vlaenderen hantieren ende frequenteren willen in civile saekenofPractycke Civiele
Dit werk geeft een systematische beschrijving van de rechtspleging in burgerlijke zaken voor de Raad van Vlaanderen, de Grote Raad van Mechelen en de belangrijkste schepenbanken van Vlaanderen. Het boek werd postuum in druk uitgegeven in 1558. Het was bedoeld als handboek voor jonge praktizijnen (advocaten, procureurs, klerken, pensionarissen...).
Vooral echter gaf het aanleiding tot een plagiaat door Joos de Damhouder, die het publiceerde onder de titel Praxis rerum civilium. Hieraan voegde hij echter wel enkele persoonlijke elementen toe. Dit boek kende een wereldwijd succes.

### Corte instructie in materie criminele
Dit werk hield de principes in van het strafrecht zoals het in de Nederlanden werd beoefend en gaf een systematisch overzicht van het costumiere strafrecht en strafprocesrecht in Vlaanderen, evenwel met vele verwijzingen naar het Romeins recht ter zake. De eerste redactie kwam tot stand in 1510, een tweede redactie in 1515-1516. Pas op het einde van de 19de eeuw verscheen het werk voor het eerst in druk (editie A. Orts). Professor Jos Monballyu bezorgde in 1995 een nieuwe editie.
Ook hier vond het werk van Wielant de weg naar de rechtsgeleerden via het plagiaat van Joos de Damhouder. Zijn Latijnse vertaling onder de titel Praxis rerum criminalium verscheen in 1554 en werd een zeer groot succes. Via De Damhouder heeft Wielant een aanzienlijke invloed uitgeoefend op het recht tot op het einde van het ancien régime en dit in heel Europa.

### Vorme ende concept tot het maken eenre generaele Costume van tland ende graefschap van Vlaenderen Flamingant
Dit boek gaf een codificatie van het costumiere civiel recht voor gans het graafschap Vlaanderen. Het werd pas in 1910 in druk gepubliceerd.
Het gaat om een werk waarvan niet helemaal zeker is wat hiervan door Wielants werd geschreven en wat latere toevoegingen zijn.

### Recueil des Antiquités de Flandre
Dit werk werd pas voor het eerst gepubliceerd in 1837. Het belet niet dat het onder de vorm van gekopieerde manuscripten een niet onbelangrijke invloed had op de geschiedschrijving. Vele auteurs hebben het werk van Wielant 'geplunderd', meestal zonder zijn naam te vermelden. In dit in het Frans geschreven werk, in de eerste plaats bestemd voor de Bourgondische machthebbers en raadgevers van zijn tijd, maakte hij ruim gebruik van archiefbronnen, en ook daarin was hij baanbrekend.
Het werk bestond uit drie delen:
- de geschiedenis van het ontstaan en de evolutie van het graafschap Vlaanderen, de grafelijke macht en de instellingen van het graafschap.
- de bevoegdheden van de onderhorigen van de graaf: de adel, de geestelijkheid en de derde stand (steden en kasselrijen); de algemene rechten in het land; de relaties tussen onderhorigen en graaf, hetzij een opeenvolging van opstanden, tot en met die tegen Maria van Bourgondië en Maximiliaan van Oostenrijk.
- de internationale betrekkingen en de oorlogen met Frankrijk, het keizerrijk, Holland, Henegouwen en Brabant, gevolgd door een overzicht van de relaties met Engeland.

## De blijvende invloed van Wielant
De werken van Wielant hebben voornamelijk belang doordat de auteur de elementen van het gewoonterecht wilde coördineren binnen een algemeen rechtskader dat er een logische rechtvaardiging aan gaf. Hij onderscheidde zich hierdoor van zijn tijdgenoten - rechtsgeleerden die het hielden bij het bespreken van concrete gevallen en toestanden, zonder zich te bekommeren om meer algemene juridische constructies. Hij zocht hierbij naar convergenties tussen het gewoonterecht en het Romeins recht. Dit resulteerde in nieuwe rechtsplegingsvormen die gretig werden opgevolgd door de juristen aan de nieuw-opgerichte centraliserende gerechtshoven. Meer en meer trad het geschreven (Romeins) recht op de voorgrond en kon het eeuwenoude gewoonterecht zich niettemin staande houden door de regels die Wielant had meegegeven. Het is dankzij zijn doctrine, die vanaf de 16de eeuw algemeen werd aangenomen, dat de rechtspraak in de Nederlanden, zowel Noord als Zuid, zijn eenheid kon bewaren, ook in het gebruik van woorden en begrippen, tot op het einde van het Ancien Regime.

## Varia
In 'Wielants opdracht, Brugges besloten licht' (2017) - een boek genre verhalende non-fictie - is Filips Wielant titelpersonage. Hij en zijn familie worden er nauwkeurig in geschetst. Het boek brengt de ware verhalen die schuilgaan achter voormeld drieluik van Adriaen Isenbrant (ca.1490-1551) waarvan Filips Wielant opdrachtgever was en waarop hij geportretteerd is.